# Midi 20
Pour les articles homonymes, voir Midi.
Albums de Grand Corps Malade
Enfant de la ville
(2008)
Singles
1. 6e sens
Sortie : 2006
2. Midi 20
Sortie : 2006
3. Les voyages en train
Sortie : 2008

Midi 20 est le premier album studio de Grand Corps Malade.
L'album, vendu à 600 000 exemplaires, vaut à Grand Corps Malade qui a fait découvrir le slam à la France, de remporter les victoires de l'artiste révélation scène de l'année et de l'album révélation de l'année 2006.

## Pistes
1. Le jour se lève (musique de S Petit Nico)
2. Saint-Denis
3. Je dors sur mes 2 oreilles (musique de S Petit Nico)
4. Midi 20 (musique de Baptiste Charvet). Chanson dans laquelle il décrit/exprime sa vie à l'aide des heures sur l'échelle d'une matinée. Il est né au lever du soleil et la chanson s'arrête à midi 20.
5. Ça peut chémar (en duo avec John Pucc'Chocolat) (musique de S Petit Nico)
6. 6e sens (musique de S Petit Nico)
7. Je connaissais pas Paris le matin (musique de Seb Mo)
8. Chercheur de phases (musique de S Petit Nico)
9. Parole du bout du monde (en duo avec Rouda) (musique de S Petit Nico)
10. Attentat verbal
11. Les voyages en train (musique de S Petit Nico)
12. J'ai oublié (musique de S Petit Nico)
13. Vu de ma fenêtre (musique de S Petit Nico)
14. Rencontres (musique de S Petit Nico)
15. Ma tête, mon cœur..
16. Toucher l'instant (musique de S Petit Nico)

## Classements
| Année | France | Belgique | Suisse |
| ----- | ------ | -------- | ------ |
| 2006  | 3      | 4        | 28     |

## Crédits

### Équipe technique
- Production : Jean-Rachid pour Anouche Productions
- Réalisateur artistique : S Petit Nico
- Prises de son / Mixage : Nico (staf) Stawski